# متشكك (مجلة أمريكية)
المتشكك، المعروفة شعبيًا باسم مجلة المتشكك، هي مجلة فصلية للتعليم العلمي والدعوة العلمية. تنشرها دوليًا جمعية المتشككين، وهي منظمة غير ربحية مكرسة لتعزيز الشك العلمي ومقاومة انتشار العلوم الزائفة والخرافات والمعتقدات غير العقلانية. نُشرت المجلة لأول مرة في عام 1992، وبلغ توزيعها أكثر من 40000 مشترك في عام 2000.